# Kanata
Els kanata (singular kunta) foren una tribu arabòfona formada per barreja d'element amazics sanhadja i beduïns, que es va dispersar pel Sàhara meridional des de Tagant a Mauritània fins a l'Adrar des Ifoghas a l'est (a Mali). El seu ancestre seria Uqba ibn Nafi al-Fihrí.
El clan dirigent foren els Awlad Sidi al-Wafi, erudits i teòlegs musulmans la influència dels quals es va estendre per tota Mauritània i fins a Mali i Senegal. Un descendent de nom Sidi Ali s'hauria casat a l'inici del segle xv amb la filla del xeic de la fracció Id Oukal dels Lamtuna, Muhammad ibn Kunta ibn Zazam (o Zam); el fill Muhammad es va casar amb la filla d'un altre xeic de la fraccio dels Lamtuna, els Tadjakant; i el fill d'aquest Ahmad al-Bakayy (o al-Bakkai, mort el 1504) va fer el mateix; al-Bakkai va establir una zawiya sufita a Walata; dels tres fills d'aquest darrer descendeixen tots els clans dels kanata. Tot i que parlant àrab eren amazics i el mateix ancestre era un amazic. El segle xviii es van dividir en dos grans grups: els descendents del fill d'Ahmad al-Bakayy (o al-Bakkai) de nom Muhammad al-Saghir, ocupant el Sàhara Occidental, Mauritània i fins al riu Senegal; i els descendents de Sidi Umar al-Shaykh, a Níger, Mali i fins a Nigèria. Sidi Al-Mukhtar al-Kunti (1728-1811) va reunir les fraccions kanata per mitjà d'hàbils negociacions i va establir una extensa confederació; sota la seva influència l'escola maliquita de l'islam es va revigoritzar i la confraria Qadiriyya es va estendre per Mauritània, Níger, Guinea, Costa d'Ivori, Futa Toro i Futa Djalon. Les colònies kunama a la regió de Senegàmbia foren centres d'ensenyament musulmà. A la meitat del segle xix va imposar el seu govern a Timbuctu mercès als bons oficis del xeic Ahmad al-Bakkai al-Kunti que fou qui va derrotar a al-Hadjdj Umar a Hamdallahi (capital de Masina que al-Hadjdj havia conquerit), però va morir un any més tard. La bakkiyya va seguir governant a Timbuctu fins al 1893 quan es va retirar a la regió de l'Azawad.